# Різанина у Вуковарі
Різанина у Вуковарі (хорв. Pokolj na Ovčari), у Хорватії відома як просто «Овчара» (хорв. Ovčara) — масове вбивство під хорватським містом Вуковар, скоєне 18—20 листопада 1991 р. (за іншими даними — в ніч проти 21 листопада 1991) військовиками Югославської Народної Армії та сербськими ополченцями. Найбільша різанина хорватської війни за незалежність. Її жертвами стали від 255 до 264 цивільних осіб і військовослужбовців, здебільшого хорватів, хоча серед розстріляних були і кілька сербів, які захищали Вуковар, були боснійці, угорці, один француз (доброволець Жан-Мішель Нікольє) і один німець та навіть племінник генерала ЮНА Андрії Рашети, який не мав його прізвища та видавав ліки в лікарні. Також під час різанини вбили 25 представників української та русинської національності. Імена вбитих включають одну жінку, одного 77-річного дідуся і одного 16-річного юнака. 23 жертвам було більше ніж 49 років. Серед жертв і журналіст Синиша Главашевич.
Є свідчення, що криваве вбивство 200 пацієнтів і медпрацівників вуковарської лікарні схвалив особисто Слободан Мілошевич.

## Історія
Під час облоги Вуковара, яка тривала із серпня до листопада 1991, полягло близько 1600 оборонців і мирних жителів, а місто було майже повністю зруйноване. Падіння Вуковара 18 листопада 1991 року ознаменувало початок боротьби за незалежність Хорватії, а довготривала облога затримала югославські війська і дала змогу хорватській владі підготувати хорватську армію для оборони країни.
Після падіння міста серби захопили напівзруйновану міську лікарню, у підвалі якої перебували поранені хорватські вояки і мирні мешканці. Після цього частину з них солдати ЮНА та сербські воєнізовані формування вивезли на приміську ферму Овчара, зігнали у свинарник, розбили на невеликі групи та по черзі розстріляли їх із кулеметів. Поранених добивали пострілами з пістолетів у голову. Точну кількість жертв не встановлено й дотепер, імовірно того дня було вбито від 255 до 265 осіб. Масове поховання виявили в жовтні 1992 року і взяли під охорону сили UNPROFOR, розгорнуті в цьому районі того року дещо раніше. 1996 року з могили на місці злочину розслідувачі МТКЮ ексгумували тіла 200 загиблих, близько 60 вважають зниклими безвісти і визнають мертвими.
Після війни Вуковар перейшов під управління ООН. Хорватія поновила свій контроль над містом у 1998 році. Нині на місці трагедії створено меморіал, який являє собою темне приміщення, де по черзі спалахують і гаснуть екрани з портретами жертв цього злочину.